# Prasophyllum transversum
Prasophyllum transversum är en orkidéart som beskrevs av Robert Desmond David Fitzgerald. Prasophyllum transversum ingår i släktet Prasophyllum och familjen orkidéer. Inga underarter finns listade i Catalogue of Life.